# Сьерра, Роберто
Роберто Сьерра (исп.  Roberto Sierra; род. 9 октября 1953, Вега Баха, Пуэрто-Рико) — пуэрто-риканский композитор.

## Биография
Роберто Сьерра учился в консерватории и университете Пуэрто-Рико в Сан-Хуане, затем в Королевском колледже музыки в Лондоне и в Институте сонологии Утрехтского университета. В 1979—1982 изучал композицию в Гамбурге у Дьёрдя Лигети. Преподавал в консерватории и университете Пуэрто-Рико в Сан-Хуане. С 1992 преподает композицию в Корнеллском университете.

## Творчество
Известность композитору принесло исполнение его первого большого оркестрового сочинения Júbilo Симфоническим оркестром Милуоки в Карнеги-холле в 1987 (двумя годами раньше его с симфоническим оркестром Пуэрто-Рико уже исполнял Зденек Мацал, а в 1986, с тем же оркестром, Акира Эндо). С тех пор сочинения композитора исполняют крупнейшие музыкальные коллективы и известные исполнители — Национальный симфонический оркестр США, Симфонический оркестр Би-би-си, Кронос-квартет, Элизабет Хойнацка и др.
Латинскую мессу Сьерры, исполненную в Центре Кеннеди в Вашингтоне 2 февраля 2006 Национальным симфоническим оркестром под управлением Леонарда Слаткина, газета The Washington Times назвала самой значительной симфонической премьерой округа с конца 1960-х, когда в ещё не завершенном тогда кафедральном соборе Вашингтона был исполнен Военный реквием Бриттена. Через год Месса была с большим успехом исполнена на 51-м фестивале имени Казальса в Пуэрто-Рико.
Большую известность получил также Концерт барокко (1996), написанный Сьеррой под впечатлением от одноименной повести Алехо Карпентьера.

## Избранные сочинения
- 1982: Conjuros для сопрано (или тенора) и фортепиано
- 1983: Salsa para vientos для духового квинтета
- 1985: Doña Rosita la Soltera для меццо-сопрано и квинтета духовых (на стихи Гарсиа Лорки)
- 1985: Júbilo для оркестра
- 1986: El mensajero de plata, опера
- 1987: Glosas для фортепиано и оркестра
- 1989: Tríptico для гитары и струнного квартета
- 1989: Changos для флейты и клавесина
- 1990: Idilio для смешанного хора и оркестра
- 1991: Trio Tropical для скрипки, виолончели и фортепиано
- 1991: Crónicas del descubrimiento для двойной флейты и гитары
- 1991-1993: Bayoán для солистов, смешанного хора и оркестра
- 1993: Карибский концерт для флейты и оркестра
- 1994: Evocaciones для скрипки и оркестра
- 1994: Cinco poemas aztecas для сопрано (или тенора) и фортепиано
- 1995: Tres Homenajes Húngaros для двух гитар (посвящается Бартоку, Листу, Лигети)
- 1995: Ritmorroto для кларнета
- 1996: Концерт барокко для гитары и оркестра
- 1997: El Éxtasis de Santa Teresa для сопрано и камерного оркестра
- 1997: El Jardín de las Delicias для оркестра
- 1997: Cuentos для камерного оркестра
- 1998: Piezas Imaginarias для фортепиано
- 1999: Cancionero Sefardí для сопрано (или тенора), двойной флейты, кларнета, скрипки, виолончели и фортепиано
- 1999: Fantasia Corelliana для двух гитар и струнного оркестра
- 1999: Cuatro versos, концерт для виолончели с оркестром
- 2002: Трио № 2 для скрипки, виолончели и фортепиано
- 2002: Beyond the Silence of Sorrow для сопрано и оркестра
- 2003: Симфония № 1
- 2003: Двойной концерт для скрипки и альта
- 2004: Кандинский для скрипки, альта, виолончели и фортепиано
- 2005: Симфония № 2
- 2005-2006: Соната для кларнета и фортепиано
- 2005-2009: Симфония № 3 La Salsa
- 2006: Songs from the Diaspora для сопрано, струнного квартета и фортепиано
- 2006: Концерт для альта, перкуссии и струнных
- 2006-2007: Missa Latina (Pro Pax) для сопрано, баритона, смешанного хора и оркестра
- 2007: El Sueño de Tartini для флейты, кларнета, скрипки, виолончели и фортепиано
- 2008: Carnaval для оркестра
- 2009: Симфония № 4